# Imperia (Hersbruck)
Imperia is een historisch Duits merk van motorfietsen.
De bedrijfsnaam was: Imperia Motorfahrzeugbau Georg Ibl, Hersbruck bei Nürnberg.
Georg Ibl begon in 1923 met de productie van motorfietsen, waarvoor hij 346- en 496cc-JAP-zijklepmotoren kocht die hij in eigen frames monteerde. In dat jaar begonnen honderden Duitse bedrijfsjes motorfietsen te bouwen, waardoor de concurrentie groot was. Bovendien moesten ze in het algemeen hun motorfietsen aan klanten in de eigen regio verkopen. De meesten hielden dit slechts enkele jaren vol en in 1925 verdwenen ruim 150 van deze kleine bedrijfjes van de markt, waaronder Imperia in Hersbruck.